# 短薄麗鯛
短薄麗魚，為輻鰭魚綱鱸形目隆頭魚亞目慈鯛科的其中一種，分布於非洲馬拉威湖流域，體長可達16.3公分，棲息在沙底質的開放水域，以鰓過濾沙中的無脊椎動物為食，生活習性不明，可作為觀賞魚。

## 擴展閱讀
維基物種上的相關：短薄麗魚